# Waterschap van de Oude IJssel
Het Waterschap van de Oude IJssel was een Nederlands waterschap in de provincie Gelderland, gelegen in het zuiden van de Achterhoek. Het waterschap is in 1880 opgericht en was onderverdeeld in vijf afdelingen. In 1960 werden deze afdelingen definitief samengevoegd. De voornaamste watergangen in het gebied zijn de Oude IJssel, die deels bevaarbaar is, en de Aa-strang.
In 1997 fuseerde het waterschap met andere waterschappen tot waterschap Rijn en IJssel.